# 한음 (가수)
한음(2004년 12월 21일 ~ )은 대한민국의 가수, 배우다.

## 방송
- 행복합니다 (2008) - 사랑 역
- 꽃보다 남자 (2009) - 꼬마 역
- 폭풍의 연인 (2010) - 필립 역
- 브이에스 (2023) - Top15(12위)

## 음반
- 첫사랑 (2023)
- 초대형 노래방 서바이벌 VS EPISODE 1 (2023)
- 초대형 노래방 서바이벌 VS EPISODE 2 (2023)